# HTTrack
HTTrackは、GNU General Public LicenseのVer3ライセンスで公開している、オープンソースのWebクローラ及びオフラインブラウザである。
World Wide Web上のサイトをインターネット経由でローカル環境にダウンロードが可能であり、初期設定ではオリジナルのサイトの相対的なリンク構造に基づき各ファイルを配置している。
また、既存のミラーサイトを更新して中断したダウンロードを再開できる。
基本的なCUIと2種類（WinHTTrackとWebHTTrack）のGUIによる操作が可能であり、CUIはスクリプトやcronに組み込みが可能である。
クローラはRobots Exclusion Standardによりダウンロード出来ない場合もある。
基本的なJavaScriptやアプレット及びAdobe Flash内部のリンクもダウンロード可能であるが、式やサブルーチンにより生成された複雑なリンクは無効化される。